# Trichohammus granulosus
Trichohammus granulosus är en skalbaggsart som beskrevs av Stefan von Breuning 1938. Trichohammus granulosus ingår i släktet Trichohammus och familjen långhorningar. Inga underarter finns listade i Catalogue of Life.